# Krisztina Triscsuk
Krisztina Triscsuk (russisk: Кристина Александровна Трищук tr. Kristina Aleksandrovna Trisjtjuk, født 17. Juli 1985 i Rusland) er en russisk ungarsk håndboldspiller som spiller i Thüringer HC og Ungarns håndboldlandshold.